# Madeleine Elfstrand
Madeleine Charlott Elfstrand, född 9 maj 1969, är en svensk skådespelare, programledare och speaker.
Elfstrand var 2010 programledare för Skärgårdsdröm på TV8.

## Filmografi
- 1995 – Mitt sanna jag (TV-serie)
- 1998 – Zingo
- 1998 – Hamilton
- 1998 – OP7 (TV-serie)
- 1999 – Rederiet (TV-serie)
- 1999 – S:t Mikael (TV-serie)
- 1999 – Göran – en stafettfilm
- 2003 – Hotel Cæsar (TV-serie)
- 2003 – Solitaire
- 2007 – Playa del Sol (TV-serie)